# Сантісо
Сантісо (гал. Santiso, ісп. Santiso) — муніципалітет в Іспанії, у складі автономної спільноти Галісія, у провінції Ла-Корунья. Населення — 1980 осіб (2009).
Муніципалітет розташований на відстані близько 452 км на північний захід від Мадрида, 63 км на південний схід від Ла-Коруньї.

## Демографія
Динаміка населення (INE ):

## Галерея зображень

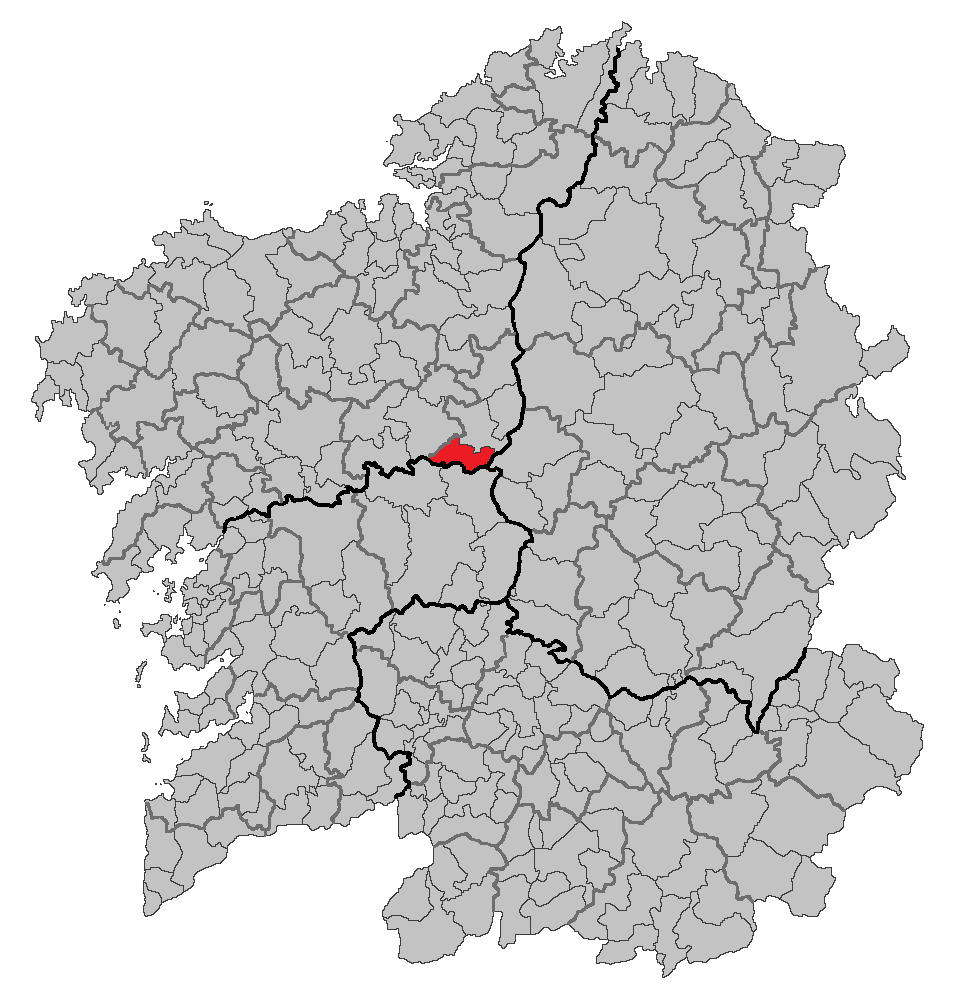
Розташування муніципалітету